# Sân bay quốc tế Sir Seretse Khama
Sân bay quốc tế Sir Seretse Khama (IATA: GBE, ICAO: FBSK) là một sân bay nằm cách Gaborone 15 km về phía bắc, là sân bay quốc tế chính của thủ đô Botswana. Sân bay này được đặt tên theo Sir Seretse Khama, tổng thống đầu tiên của Botswana. Chính phủ Botswana đã chi 61 triệu USD để phát triển sân bay này để phục vụ máy bay lớn hơn.
Hành khách đi từ sân bay đến thành phố bằng xe taxi, chưa có xe buýt

## Các hãng hàng không
- Air Botswana (Cape Town, Francistown, Harare, Johannesburg, Kasane, Maun, Tuli Block, Windhoek)
- South African Express (Cape Town, Johannesburg)